# 方傳穟
方傳穟（1775年—？），號穎齋，安徽安慶府桐城縣人，清朝政治人物。
監生出身。由揚州府通判遷福寧府知府，嘉慶二十二年（1817年）調漳州府知府，嘉慶二十五年（1820年）調福州府知府，道光三年（1823年）調臺灣府知府，剿捕鳳山亂民有功，道光四年（1824年）短暫護理按察使銜分巡台灣兵備道，擢浙江寧紹台道。